# ホットパンツ (テレビ番組)
『ホットパンツ』は、2000年4月4日から同年9月26日まで、日本テレビ系列で放送されたFBS福岡放送制作のバラエティ番組である。バラエティ帯群「ZZZ」の一番組として、火曜深夜に放送。

## 番組概要
最初期は、チューヤンと峰竜太の2人が番組全編にわたり、素人女性たちの痴話（トーク）を覗き聞きする(それ専用の穴がある、という設定)との内容でスタートしたが、あまりに下品で苦情が多かったためか、数回でその内容はサブコーナーに回り、毎週週替わりで芸人が都内の身近なデートコース（回によっては普通の公園など）を紹介するとのチープな内容にリニューアルされた。
リニューアルの際、峰は降板し、トーク部分を覗き見するのは、レギュラーとなった光浦靖子および、ゲストの芸人、そして「毎回、終盤になるとたまたま遭遇する」との状況で現れる三村マサカズが交代で務めた。また、この三村の登場場面を筆頭に、非常にチープで脱力的な演出が多用された番組となった。

## 放送時間
火曜日24:12 - 24:45（JST、最終回はオリンピック中継のため、3分縮小。）

## 出演者
- チューヤン
- 三村マサカズ（バカルディ=当時）
  - 最終回には相方の大竹一樹も出演したが、ギャラはそのせいで半分になったという。

（番組初期）
- 峰竜太
- 覗き部屋にいる女性陣
- 女性ダンサー（4~6人程度のホットパンツを履いた女性がオープニング、場面転換時、エンディングに登場）

(番組中期以降)
- 光浦靖子

## スタッフ
- 構成：海老克哉、福原フトシ、加藤智久
- カメラ：中島せいや（TPブレーン）
- VE：油谷忍（TPブレーン）
- 音声：高橋克明（TPブレーン）
- 照明：須田道雄（クリア）
- セットデザイン：野口陽介（フジアール）
- CG：永見康明（Aマシーンズ）
- 編集：橋本逸人（アンサーズ）
- MA：石黒裕二（アンサーズ）
- 音効：原田慎也（メディアハウス）
- TK：久保文子
- メイク：エムドルフィン
- スタイリスト：西脇智代
- 広報：吉村秀之・八尋敏光（FBS）
- ディレクター：川上敏哉（FBS）、西原信行（ザ・ワークス）
- 演出：香川春太郎（ザ・ワークス）
- プロデューサー：藤井隆行（FBS）、曽川修二（ホリプロ）
- 制作：井上正之（FBS）
- 協力：六本木ハリウッドスター
- 技術協力：ティ・ピー・ブレーン、クリア、アンサーズ、メディアハウス
- 美術協力：フジアール
- 演出協力：ザ・ワークス
- 制作協力：HORiPRO
- 製作著作：FBS福岡放送